# Santuario di Nostra Signora di Montebruno
Il santuario di Nostra Signora di Montebruno - già chiesa di Santa Maria Assunta - è un luogo di culto cattolico di Montebruno, situato in via Santuario, lungo la strada provinciale 56. La chiesa è sede della parrocchia di Santa Maria Assunta del vicariato del Genovesato della diocesi di Tortona.

## Storia

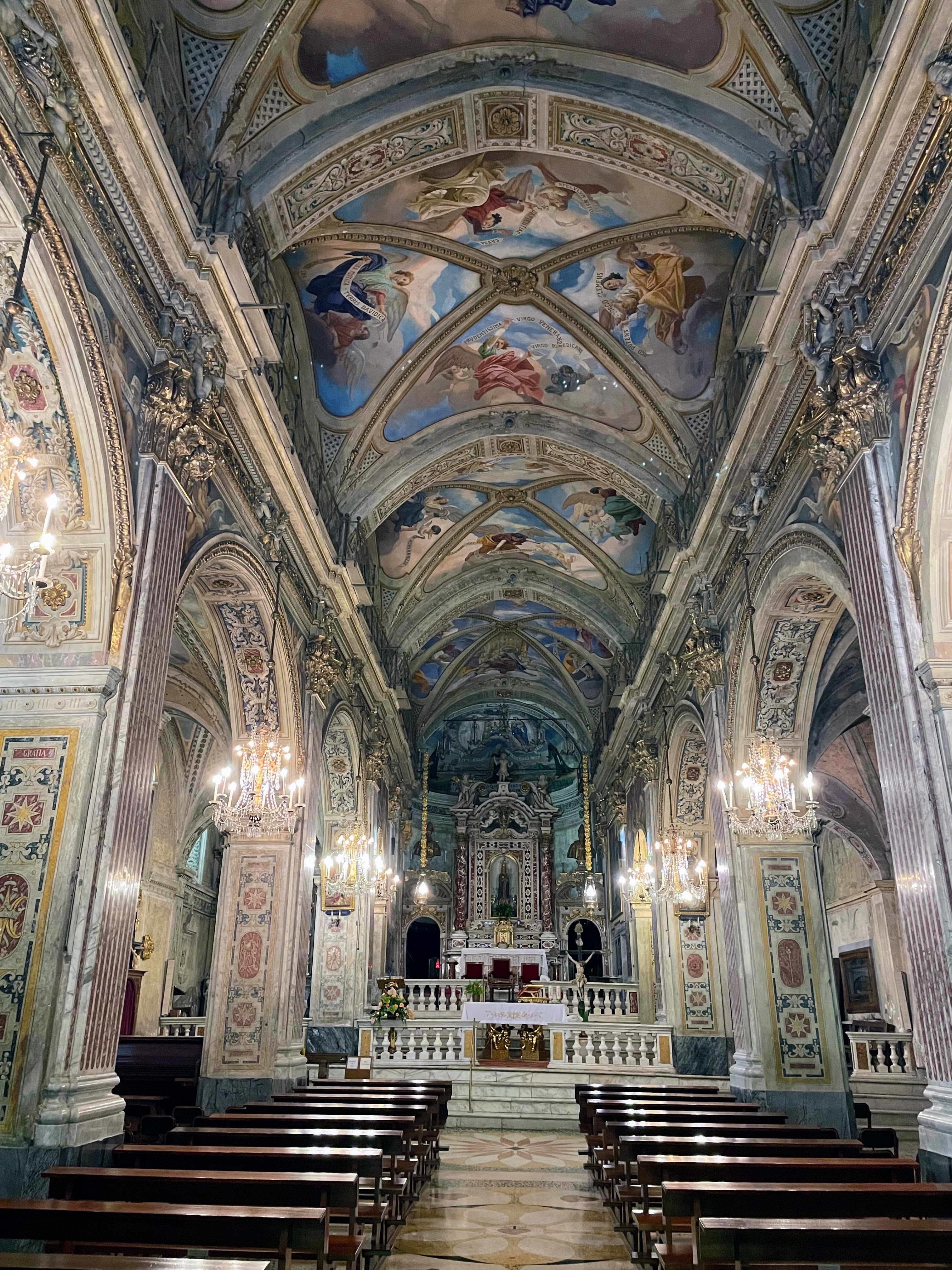
Particolare della navata maggiore

### L'apparizione mariana
Secondo la tradizione locale sul luogo dove oggi sorge il santuario vi fu, nel 1478, una miracolosa apparizione della Vergine Maria. Il racconto popolare asserisce che la Madonna apparve ad un pastorello muto che, alla vista della Signora, riacquistò miracolosamente la parola per poi annunciare alla popolazione di Montebruno il lieto evento.
Gli abitanti accorsi sul luogo dell'evento ritrovarono sul tronco di un albero di faggio una statua in legno raffigurante la Vergine; oggi l'effigie mariana è collocata sull'altare maggiore.

### La costruzione
A seguito della presunta apparizione si intraprese la decisione di erigere sul luogo un santuario che, secondo un antico testo datato al 1486, ricevette il consenso del pontefice Innocenzo VIII tramite apposito decreto pontificio. L'iniziativa della concreta edificazione fu per volere del frate agostiniano beato Battista Poggi, fondatore della casa madre della congregazione agostiniana del convento della Consolazione di Genova.

## La struttura

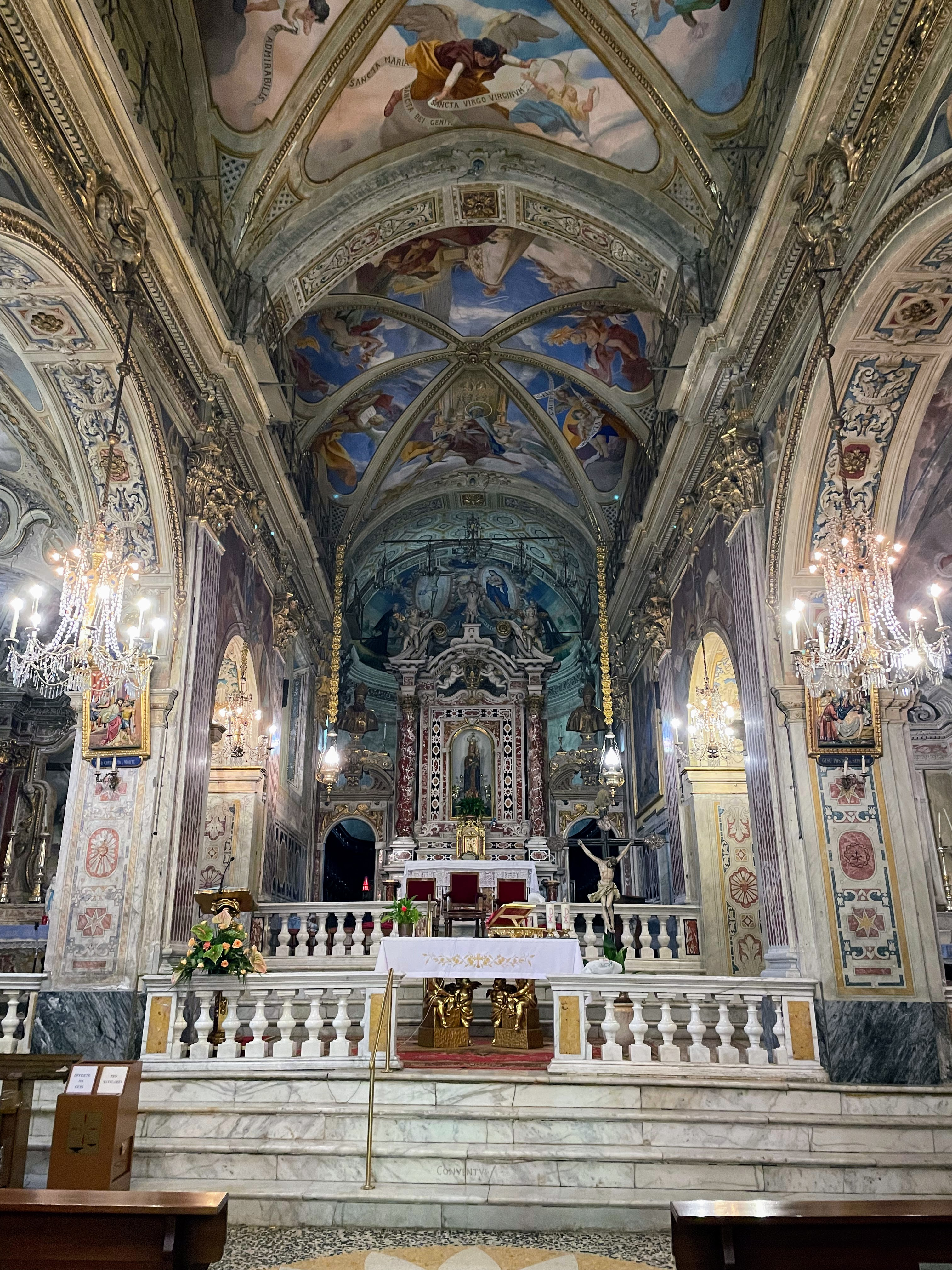
L'altare maggiore

### Gli esterni
La chiesa subì nel corso dei secoli notevoli modifiche alla primaria struttura originale. Così come l'adiacente convento degli agostiniani, l'edificio fu ampliato e arricchito anche per la notevole presenza di pellegrini che fecero del santuario una delle mete dei pellegrinaggi in val Trebbia.
La facciata originaria, di cui non si conosce lo stile antico, fu rivista sul finire del XIX secolo (1897) e lavori di rifacimento ne cambiarono lo stile attuale neoclassico.

### Gli interni
L'interno della chiesa è diviso in tre navate che nelle arcate ogivali farebbero risalire al Quattrocento o Cinquecento lo stile d'impronta gotico usato per la struttura architettonica. Tuttavia secondo approfonditi studi, specie della decorazione in stucchi dorati o dei pilastri che dividono le navate, si è potuto evidenziare che per l'abbellimento degli interni fu invece utilizzato lo stile barocco. Proprio di questo periodo artistico è risalente il grande altare maggiore in marmo policromo.

### Il convento
Nel chiostro inferiore del convento è allestita una mostra fotografica permanente dedicate ai luoghi di culto della val Trebbia. Al piano superiore è invece ospitato il museo del sacro e il museo contadino dell'Alta Val Trebbia.
Nell'adiacente refettorio è conservato un affresco raffigurante la celebre Ultima Cena che, secondo alcuni studi, potrebbe essere opera di un pittore del Cinquecento. Ancora oggi, infatti, non si conosce colui che la dipinse e tra le tante ipotesi che si sono succedute negli anni si è avanzato oggi il collegamento con Leonardo da Vinci per via delle similitudini presenti nel dipinto con la più conosciuta l'Ultima Cena leonardesca di Milano.
Sempre nella sala del refettorio, oggi convertita in cappella, è raffigurato un secondo affresco ritraente la Vita di sant'Agostino; anche questa opera è di pittore sconosciuto.

## Le opere

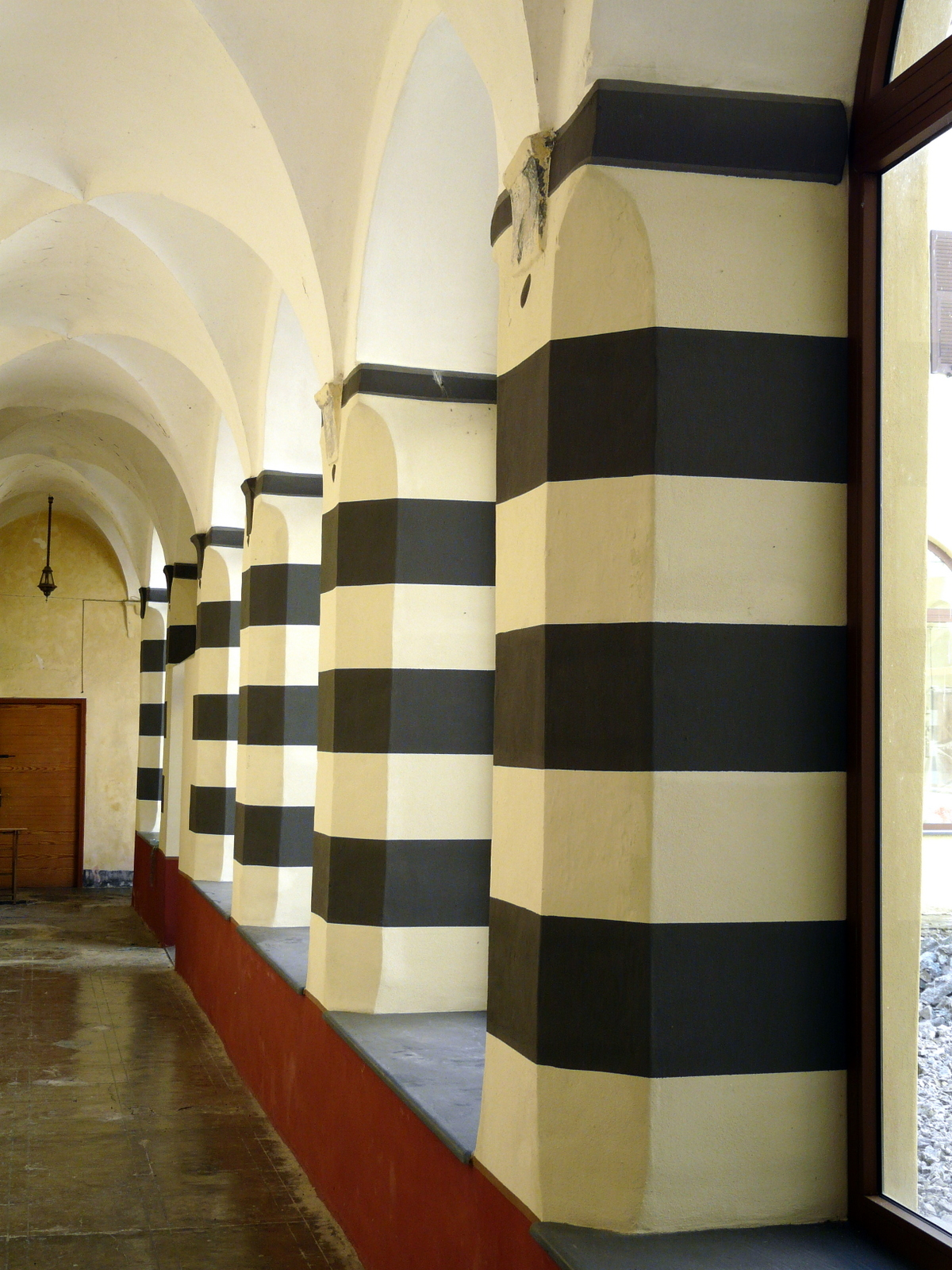
Particolare del chiostro interno dell'annesso convento

All'interno sono presenti pregiate opere scultoree e pittoriche quali due tele del 1600 e del 1750; la prima è ad opera di un pittore sconosciuto, ma appartenente alla scuola pittorica ligure, mentre la seconda è un dipinto di Agostino Ratti raffigurante il Transito di san Giuseppe. Un affresco del pittore Giovanni Quinzio raffigura sul lato sinistro dell'edificio la storia della miracolosa apparizione e la successiva costruzione del santuario. Del pittore Ottavio Semino è invece il dipinto ritraente il Battesimo di sant'Agostino posto in un riquadro del coro ligneo, quest'ultimo eseguito nel 1585.
Tra le opere scultoree sono conservati un antico confessionale del XVII secolo e un Crocifisso ligneo dello stesso periodo. Nel presbiterio, al centro, è collocata in una nicchia la statua della Vergine Maria trovata, secondo la leggenda, in un albero di faggio sul luogo dell'apparizione. L'origine di tale effigie potrebbe essere bizantina e anticamente la nicchia veniva coperta da una pregiata lastra di rame tuttora funzionante.
Le notizie tramandate dalla "leggenda" e le mancanti informazioni su un eventuale autore fanno definire la statua dagli storici dell'arte Acheropita.